# رينيه بوولنجر
رينيه بوولنجر (بالفرنسية: René Boulanger)‏ هو لاعب جمباز فني فرنسي، ولد في 22 أبريل 1895 في Hautmont ‏ في فرنسا، وتوفي بنفس المكان في 12 أغسطس 1945.

## وصلات خارجية
- رينيه بوولنجر على موقع اللجنة الأولمبية الدولية (الإنجليزية)
- رينيه بوولنجر على موقع أوليمبيديا (الإنجليزية)